# Биологија човека
Биологија човека, звана и људска биологија, биолошка је дисциплина која проучава систем органа (нервни систем, систем органа за варење) и органе као и њихово фукционисање како би се проучила хомеостаза организма људског тела. Ова дисциплина је повезана са цитологијом, имунологијом, хематологијом и микробиологијом.

## Истраживања
Постоји више нивоа истраживања људског тела почев од:
- Ћелијског нивоа тачније међућелијског, јер је углавном питање утврђивања и квантификације размена;
- Нивоа ткива, нивоа посматрања специфичних ћелија у оквиру ткива (ћелије јетре, нервне ћелије итд.);
- Нивоа органа, размена између ткива, размена кисеоника и угљен-диоксида;
- Системског нивоа, рад система органа, нпр. за варење, мокраћног и нервног система;
- Нивоа организма, однос организма са околином

## Лабораторија
Током лабораторијских анализа користи се наука људске биологије. Главна сврха ових анализа је да се квантификује број ћелија, витамина, хормона и других молекула, како би се откриле било какве неправилности ( анемија, имуно-депресија, итд.).